# Municipio de Capulhuac
El municipio de Capulhuac es un municipio al sur de México. Se encuentra localizado en la zona centro del Estado de México, a los 19° 12’ de latitud norte y a los 99° 28’ de longitud oeste del meridiano de Greenwich. Colinda con los municipios de Santa Cruz Atizapán, Xalatlaco, Lerma, Santiago Tianguistenco y Ocoyoacac, presentando una altitud promedio de 2,800 m s. n. m. Su cercanía con la Ciudad de México últimamente ha provocado la inmigración de capitalinos. La toponimia que se le asigna es "Canal de capulines" en náhuatl, especificando que Capulli significa capulín y apan, canal; pero esto es erróneo, pues "canal" es apantli, que si bien se reduce a apan- como primer elemento de un compuesto, en el topónimo ni siquiera figura; el significado correcto es "capulín seco" (capulli: capulín, huacqui: seco, que pierde la terminación al formar topónimo o antropónimo, como en el caso de Cuitláhuac, "excremento seco").

## Historia

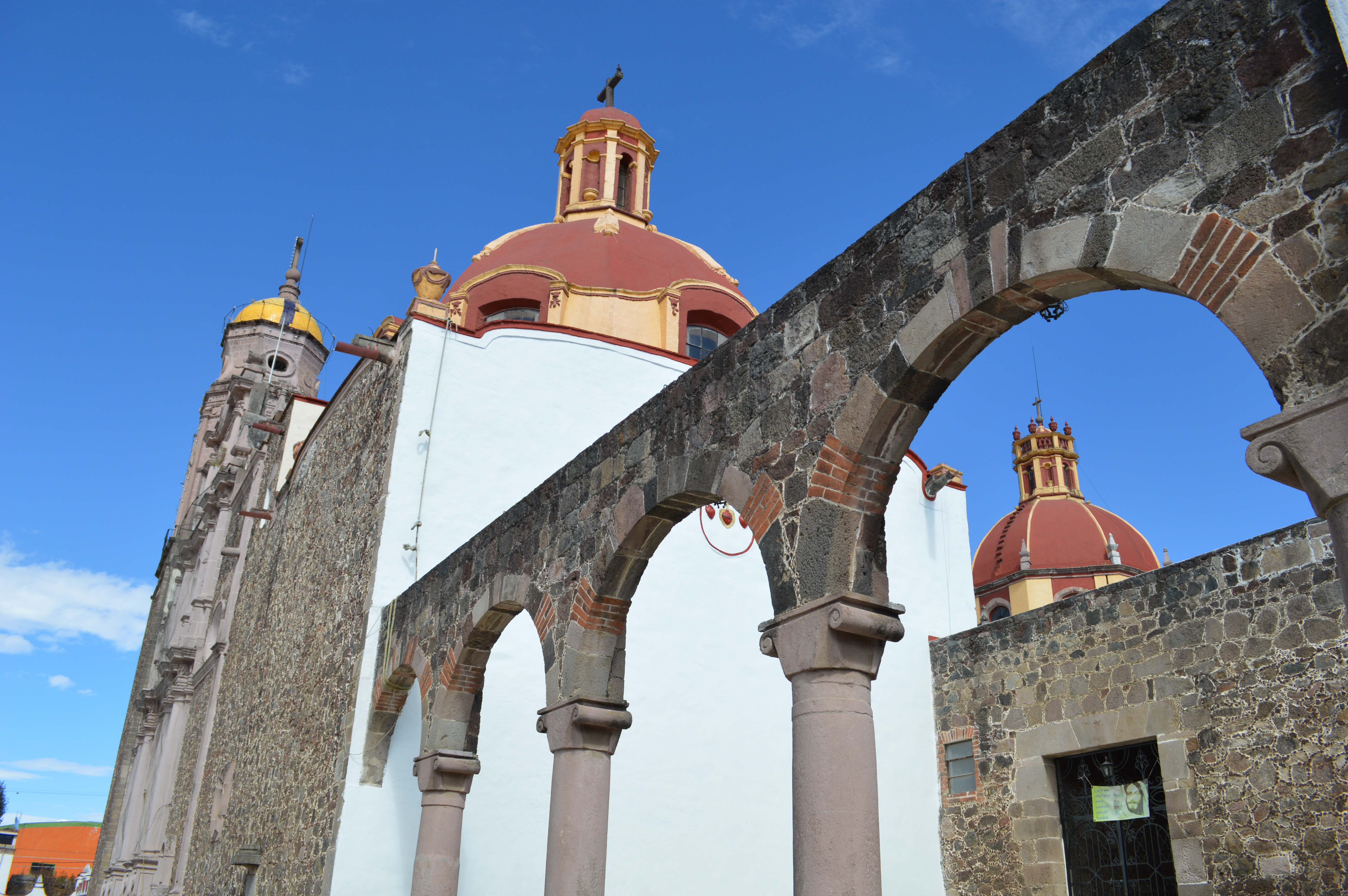
Templo de San Bartolomé en Capulhuac

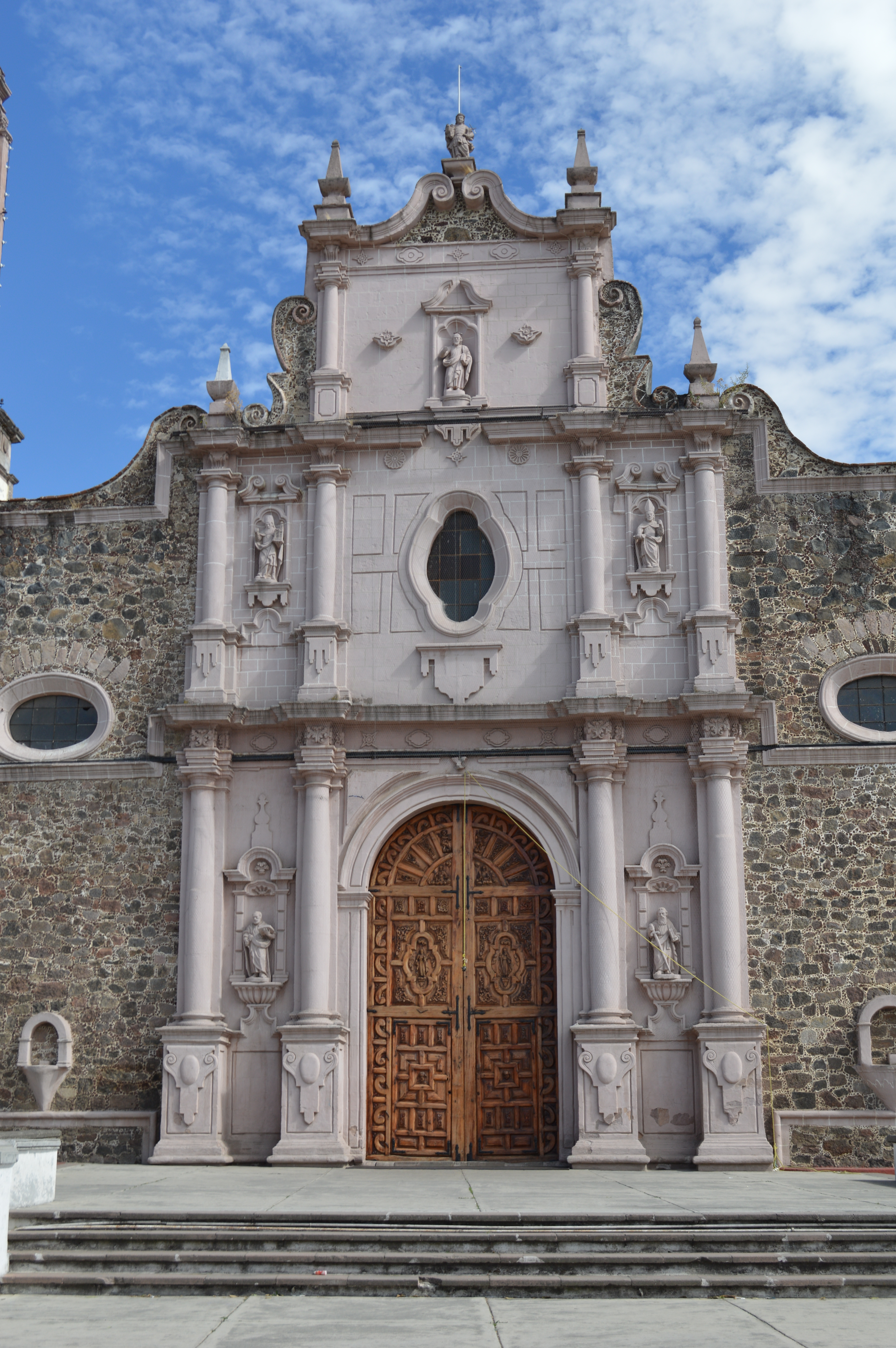
Fachada del templo de San Bartolomé en Capulhuac

Durante el periodo prehispánico, Capulhuac perteneció a una provincia matlazinca que colindaba con poblaciones otomíes. Posteriormente, fue conquistado por la civilización azteca y por la avanzada española de la Conquista.
Pronto, la región prosperó económicamente gracias a las actividades del comercio, agricultura y ganadería que hasta el día de hoy son representativas para el municipio. Para el siglo XVI la vida religiosa se vio favorecida con las labores de construcción de la iglesia de San Bartolomé, patrono de la cabecera municipal y de la capilla de Santa María Coaxusco en la población de Santa María Coaxusco. La actividad económica se diversificó encontrando más producción y nuevos lugares donde venderla. Esto aunado al crecimiento de Santiago Tianguistenco propició que en 1827 Capulhuac fuera establecido como una municipalidad del Estado de México.  El nombre de la cabecera municipal  oficialmente cambió en 1880 a "Capulhuac de Mirafuentes". 
Actualmente se cuenta con un desarrollo industrial importante, al operar unidades industriales de Autotex, Johnson Controls, etc.

## Economía
La actividad económica predominante es la elaboración y comercialización de barbacoa, la cual se vende principalmente en la Ciudad y Valle de México, Toluca, Metepec y otros municipios del Estado de México, regularmente los días sábados y domingos.
Algunos pobladores se dedican al cultivo del maíz, la ganadería  y a la hojalatería (elaboración de coladeras, escurridores, braceros, regaderas, etc.).
También se elaboran en Capulhuac de manera artesanal dulces típicos como alegrías (dulces de amaranto y miel) , palomas, palanquetas, obleas, pinole, muéganos.
también este pueblo es conocido por los capulines de ahí viene el nombre capulhuac.

## Cultura
Fiestas, Danzas y Tradiciones
En febrero se efectúan las fiestas de Carnaval, el 3 de mayo la fiesta de la Santa Cruz; 9 y 10 de Mayo fiesta de San Miguel Arcángel; 15 de mayo, fiesta de San Isidro; 16 de julio fiesta a la Virgen del Carmen; 24 de agosto  fiesta en honor de San Bartolomé Apóstol; 8 de septiembre, fiesta en honor de Santa María; 10 de septiembre, fiesta de San Nicolás; 29 de septiembre y Segundo domingo de octubre, fiesta de San Miguel; 31 de octubre, 1 y 2 de noviembre día de muertos; 22 de noviembre fiesta de Santa Cecilia; 8 de diciembre fiesta de la Purísima Concepción; 12 de diciembre fiesta en honor a la Virgen de Guadalupe; 16 al 24 de diciembre las posadas; 24 de diciembre al 31 de enero las acostadas.
Desde la segunda mitad del siglo XIX a la fecha durante la Semana Santa se representa en Capulhuac de Mirafuentes la pasión de Cristo.
Cuenta con danzas tradicionales como Arrieros, Negros Sordos, Inditos, Lobitos, Vaqueros, Pastoras, Chiquihuiteros
Música
Cuenta con música de orquesta, rondalla moderna, tríos y grupo de cumbia, además existen varios corridos y canciones dedicadas al municipio, dentro de los mismos destacan El Grupo Nazareth, Rondalla Alma de México, Banda Guadalupana, Banda Morelos, Rondalla Amanecer. Grupo 0-39, Banda de Heavy Metal "Black Danger" destacándose por su participación en numerosos foros culturales, instituciones educativas y ferias locales.
Artesanías
Se producen artículos de barro decorados, que son ocupados para diversos usos; Cazuelas, macetas, jarros, platos.
Varias personas de la comunidad bordan en punto de cruz, lomillo y deshilado.
Se fabrican artesanías en hoja de lata.
Gastronomía
Barbacoa de borrego, mole rojo, mole verde, chicharrón, nopales preparados, gorditas, tamales, mixiotes, amarantos. Bebidas: Pulque.

## Personas destacadas
- Josué Mirlo. Poeta. Autor de Manicomio de paisajes; Baratijas; Cuarteto Emocional. (1901-1968).

## Arquitectura Religiosa
El municipio de Capulhuac cuenta con diferentes templos de carácter religiosos entre los que destacan: 

### Templo de San Miguel Almaya
Es una construcción arquitectónica del siglo XVII. Se trata de un templo de influencia neoclásica, edificado en piedra negra y cantera, en el cual se venera al arcángel San Miguel.

### Parroquia de San Bartolomé Apóstol
La orden agustina, encargada de evangelizar la región, comenzó la construcción de la Parroquia de San Bartolomé Apóstol entre 1540 y 1550, pero ésta concluyó aproximadamente a inicios del siglo XIX. En 1776 se nombró parroquia y actualmente está catalogada como monumento histórico por el Instituto Nacional de Antropología e Historia.

### Santuario de Santa María
Este Santuario religioso fue construido de 1737 a 1751 y está dedicado a la Concepción de María.

### Iglesia de San Nicolás Tlazala
En este templo se venera a San Nicolás Tolentino y su fiesta patronal se celebra el 10 de septiembre.

### Capilla de Guadalupe Victoria
La Capilla de Guadalupe Victoria aquí se venera a la Virgen de Guadalupe por lo que su fiesta patronal son los 12 de diciembre de cada año.

### Capilla de San Miguel Arcángel
En ella se venera a san Miguel Arcángel siendo su fiesta patronal el 8 de mayo y la segunda semana del mes de octubre.

## Espacios Culturales
- Casa de Cultura Leona Vicario: Promotores del sector público de espectáculos artísticos, culturales, deportivos y similares cuentan con este espacio cultural para sus presentaciones[10]
- Biblioteca Guillermo Casas Pérez.[11]
- Biblioteca Benito Juárez.[11]
- Biblioteca Emiliano Zapata.[11]

## Recurso Natural

### Laguna San Miguel Almaya
Sitio turístico y reserva ecológica para realizar diferentes actividades de esparcimiento y deporte como el campismo, esquí acuático, pesca, ciclismo, caminata, atletismo y la convivencia familiar.